# Blaesoxipha changbaishanensis
Blaesoxipha changbaishanensis är en tvåvingeart som beskrevs av Hsue 1978. Blaesoxipha changbaishanensis ingår i släktet Blaesoxipha och familjen köttflugor. Inga underarter finns listade i Catalogue of Life.